# بسای (ویرجینیا)
بسای (به انگلیسی: Basye) یک منطقهٔ مسکونی در ایالات متحده آمریکا است که در شهرستان شنندوا، ویرجینیا واقع شده‌است. بسای ۲۲٫۸ کیلومتر مربع مساحت و ۱٬۲۵۳ نفر جمعیت دارد.